# Rob Reiner
Robert Reiner (sinh ngày 6 tháng 3 năm 1947) là một nam diễn viên, đạo diễn, nhà sản xuất phim người Mỹ. 
Là một diễn viên, Reiner lần đầu tiên nổi bật với vai trò Michael Stivic trong All in the Family (1971–1979). Vai diễn đó đã giúp ông giành được hai giải Emmy trong những năm 1970. Là một đạo diễn, Reiner đã được công nhận bởi Giám đốc Guild of America (DGA) với đề cử cho bộ phim hài kịch tuổi tác Stand by Me (1986), bộ phim hài lãng mạnWhen Harry Met Sally... (1989), và Bộ phim truyền hình quân sự A Few Good Men (1992). Ông cũng đạo diễn bộ phim kinh dị tâm lý kinh dị Misery (1990), bộ phim hài phiêu lưu giả tưởng The Princess Bride (1987), và bộ phim kim loại nặng This Is Spinal Tap (1984).

## Danh sách phim

### Truyền hình

#### Tư cách đạo diễn/biên kịch
| Năm       | Phim                   | Ghi chú                          |
| --------- | ---------------------- | -------------------------------- |
| 1967      | The Smothers Brothers  | Biên kịch 20 tập                 |
| 1971–1972 | All in the Family      | Biên kịch – 4 tập Kiêm diễn viên |
| 1972      | The Super              | Đồng sáng lập và biên kịch       |
| 1974      | Happy Days             | Đồng biên kịch tập đầu tiên      |
| 1978      | More Than Friends      |                                  |
| 1981      | Likely Stories: Vol. 1 | Biên kịch và đạo diễn            |
| 1982      | Million Dollar Infield | Kiêm diễn viên                   |

#### Tư cách cá nhân
| Năm       | Phim                          | Vai          | Ghi chú                                             |
| --------- | ----------------------------- | ------------ | --------------------------------------------------- |
| 1973      | The $10,000 Pyramid           | (Chính mình) | 5 tập                                               |
| 1975      | Saturday Night Live           | MC           | Tập: "Rob Reiner"                                   |
| 1987–1990 | It's Garry Shandling's Show   | (Chính mình) | 4 tập                                               |
| 1991      | Morton & Hayes                | Thuyết minh  | 6 tập                                               |
| 1994      | The Larry Sanders Show        | (Chính mình) | Tập: "Doubt of the Benefit" Vai khách mời           |
| 2001      | Curb Your Enthusiasm          | (Chính mình) | Tập: "The Thong" Vai khách mời                      |
| 2006      | The Simpsons                  | (Chính mình) | Tập: "Million-Dollar Abie" Vai khách mời Lồng tiếng |
| 2006      | Studio 60 on the Sunset Strip | (Chính mình) | Tập: "The Focus Group" Vai khách mời                |
| 2009      | Hannah Montana                | (Chính mình) | Tập: "You Gotta Lose This Job" Vai khách mời        |
| 2009      | Wizards of Waverly Place      | (Chính mình) | Tập: "Future Harper" Vai khách mời                  |
| 2010      | 30 Rock                       |              | Tập: "Let's Stay Together" Vai khách mời            |
| 2010–2017 | Real Time with Bill Maher     | Khách mời    | 7 tập                                               |
| 2014      | The Case Against 8            | (Chính mình) | Phim tài liệu của đài HBO                           |
| 2015      | Happyish                      | (Chính mình) | 2 tập                                               |
| 2015      | The Comedians                 | (Chính mình) | Tập: "Misdirection"                                 |
| 2018      | André the Giant               | (Chính mình) | Phim tài liệu của đài HBO                           |